# Microcephala
Microcephala là một chi thực vật có hoa trong họ Cúc (Asteraceae).

## Loài
Chi Microcephala gồm các loài: